# Зипразидон
Зипразидон (англ. Ziprasidone, лат. Ziprasidonum) — синтетичний лікарський засіб, що є похідним бензізотіазоліла піперазину, та належить до групи антипсихотичних препаратів. Зипразидон може застосовуватися як перорально, так і внутрішньом'язово. Зипразидон є структурним аналогом іншого антипсихотичного препарату рисперидону, та уперше синтезований у 1987 році в лабораторії компанії «Pfizer». Уперше зипразидон схвалений для клінічного застосування в Швеції в 1998 році, у США у зв'язку з підозрою на збільшення ймовірності подовження інтервалу QT на ЕКГ при застосуванні препарату та проведення у зв'язку із цим додаткових клінічних досліджень зипразидон схвалений FDA у 2001 році.

## Фармакологічні властивості
Зипразидон — синтетичний антипсихотичний препарат, що є похідним бензізотіазоліла піперазину. Механізм дії препарату полягає у блокуванні дофамінових рецепторів D2-типу, а також блокуванні серотонінових 5-HT2A-рецепторів, частково також 5-HT2C, 5-HT1D і альфа-1-адренорецепторів, а також у частковій стимуляції 5-HT1A-рецепторів. Зипразидон лише незначно взаємодіє з м-холінорецепторами і гістаміновими рецепторами. Наслідком дії препарату є зменшення продуктивної психіатричної симптоматики, а також часткове зниження симптомів депресії та маніакальних симтомів. Зипразидон також може застосовуватися внутрішньом'язово для лікування гострого збудження при шизофренії або біполярному афективному розладі. При застосуванні зипразидону спостерігається менше побічних ефектів, пов'язаних із підвищенням рівня пролактину в крові, та менша ймовірність збільшення маси тіла, проте при його застосуванні вищий ризик сонливості та ортостатичної гіпотензії, а також подовження інтервалу QT на ЕКГ.

### Фармакокінетика
Зипразидон добре, але повільно всмоктується після перорального застосування, біодоступність препарату становить 60 % при пероральному застосуванні і 100 % при внутрішньом'язовому введенні. Максимальна концентрація препарату досягається протягом 6–8 годин після прийому препарату. Зипразидон майже повністю (на 99 %) зв'язується з білками плазми крові. Препарат проходить через гематоенцефалічний бар'єр, через плацентарний бар'єр та виділяється в грудне молоко. метаболізується в печінці з утворенням малоактивних метаболітів. Виводиться препарат із організму переважно з калом (66 %), частково із сечею (20 %). Період напіввиведення препарату становить 6–7 годин, цей час незначно збільшується при важких порушеннях функції печінки.

## Покази до застосування
Зипразидон застосовують для лікування шизофренії та маніакальних та змішаних епізодів у хворих на біполярний афективний розлад.

## Побічна дія
При застосуванні зипразидону найчастішими побічними ефектами є сонливість, ортостатична гіпотензія, безсоння, акатизія, подовження інтервалу QT на ЕКГ. Іншими побічними ефектами при застосуванні препарату є:
- Алергічні реакції та з боку шкірних покривів — шкірний висип, кропив'янка, акне, алопеція, алергічний дерматит, псоріаз, анафілактичний шок, ларингоспазм, риніт, задишка.
- З боку травної системи — нудота, блювання, запор або діарея, гастрит, метеоризм, зміна апетиту, сухість у роті або підвищення секреції слини, диспепсія, біль у животі, гикавка, гастроезофагеальний рефлюкс.
- З боку нервової системи — манія, запаморочення, судоми, головний біль, дискінезія або гіпокінезія, дистонія, розлади мови, паркінсонізм, синдром неспокійних ніг, тремор, порушення зору, фотофобія, депресія, нервозність, збудження, парестезія або гіпестезія, вертиго, дзвін у вухах, серотоніновий синдром, параліч лицьового нерва, парез, вкрай рідко злоякісний нейролептичний синдром.
- З боку серцево-судинної системи — артеріальна гіпертензія, тахікардія, венозна емболія, біль у грудній клітці.
- З боку ендокринної системи — гінекомастія, галакторея, аменорея, підвищення секреції пролактину.
- З боку сечостатевої системи — пріапізм, посилення ерекції, еректильна дисфункція, затримка сечопуску, нетримання сечі, енурез.
- З боку опорно-рухового апарату — біль у м'язах, ригідність м'язів, судоми м'язів, кривошия, біль у кінцівках.
- Зміни в лабораторних аналізах — еозинофілія, лімфопенія, підвищення рівня лактатдегідрогенази в крові.

## Протипокази
Зипразидон протипоказаний при підвищеній чутливості до препарату, недавно перенесеним інфарктом міокарду, аритмією, що потребує прийому антиаритмічних препаратів, декомпенсованою серцевою недостатністю, вродженим подовженням інтервалу QT, а також при сумісному застосуванні з препаратами, які подовжують інтервал QT (зокрема хінідин, аміодарон, соталол, дофетилід, тіоридазин, гатіфлоксацин, моксифлоксацин, терфенадин, астемізол, триоксид миш'яку, галофантрин, левометадилу ацетат, мезоридазин, пімозид, спарфлоксацин, доласетрон, мефлохін, сертиндол, хлорпромазин, дроперидол, пентамідин, пробукол, такролімус або цизаприд), вагітності та годуванні грудьми.

## Форми випуску
Зипразидон випускається у вигляді желатинових капсул по 0,02; 0,04; 0,06 і 0,08 г; ліофілізату для приготування розчину для ін'єкцій по 30 мг у комплекті з розчинником по 1,4 мл.